# Laemanctus serratus
Laemanctus serratus là một loài thằn lằn trong họ Corytophanidae. Loài này được Cope mô tả khoa học đầu tiên năm 1864.

## Hình ảnh

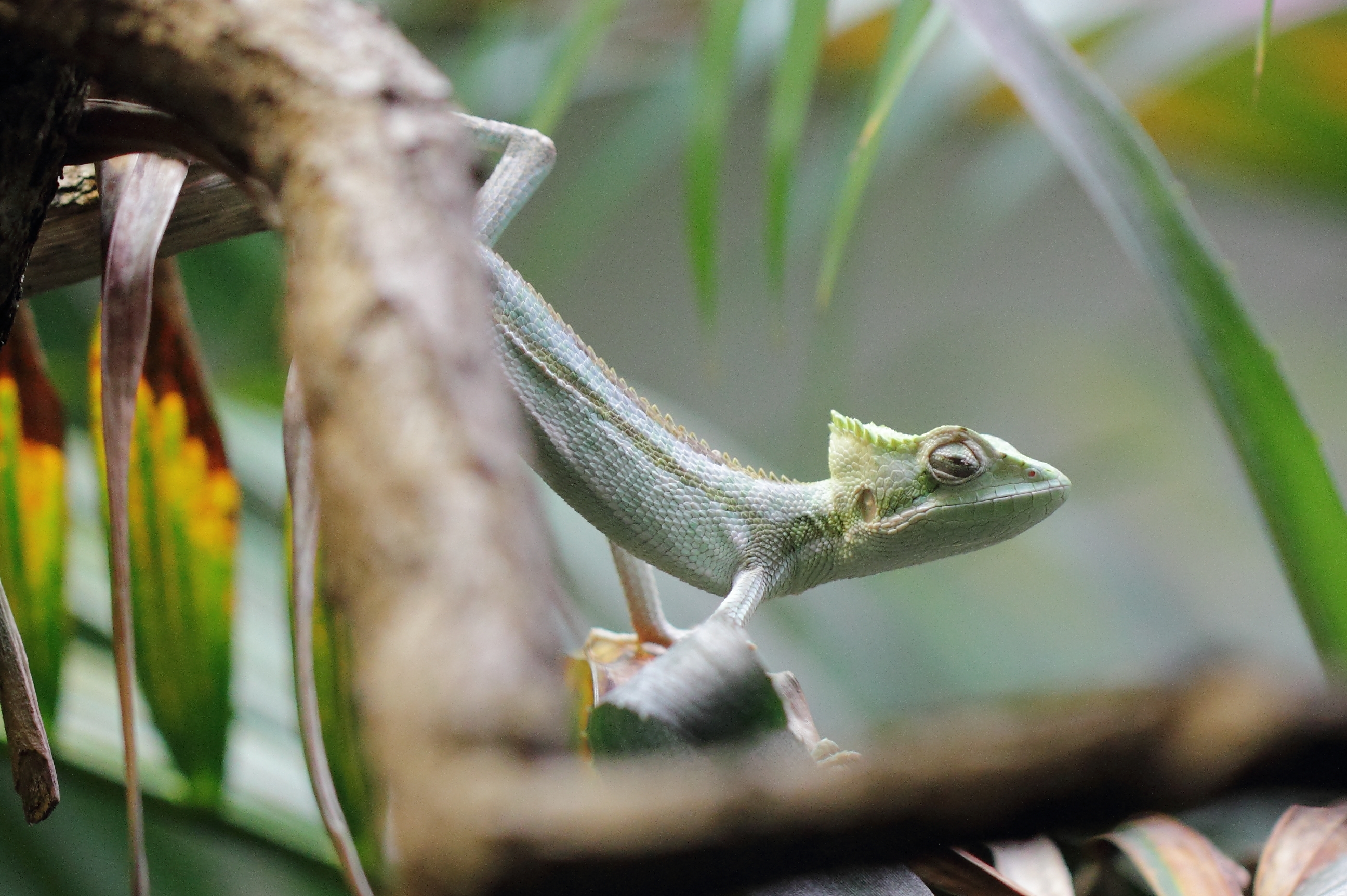
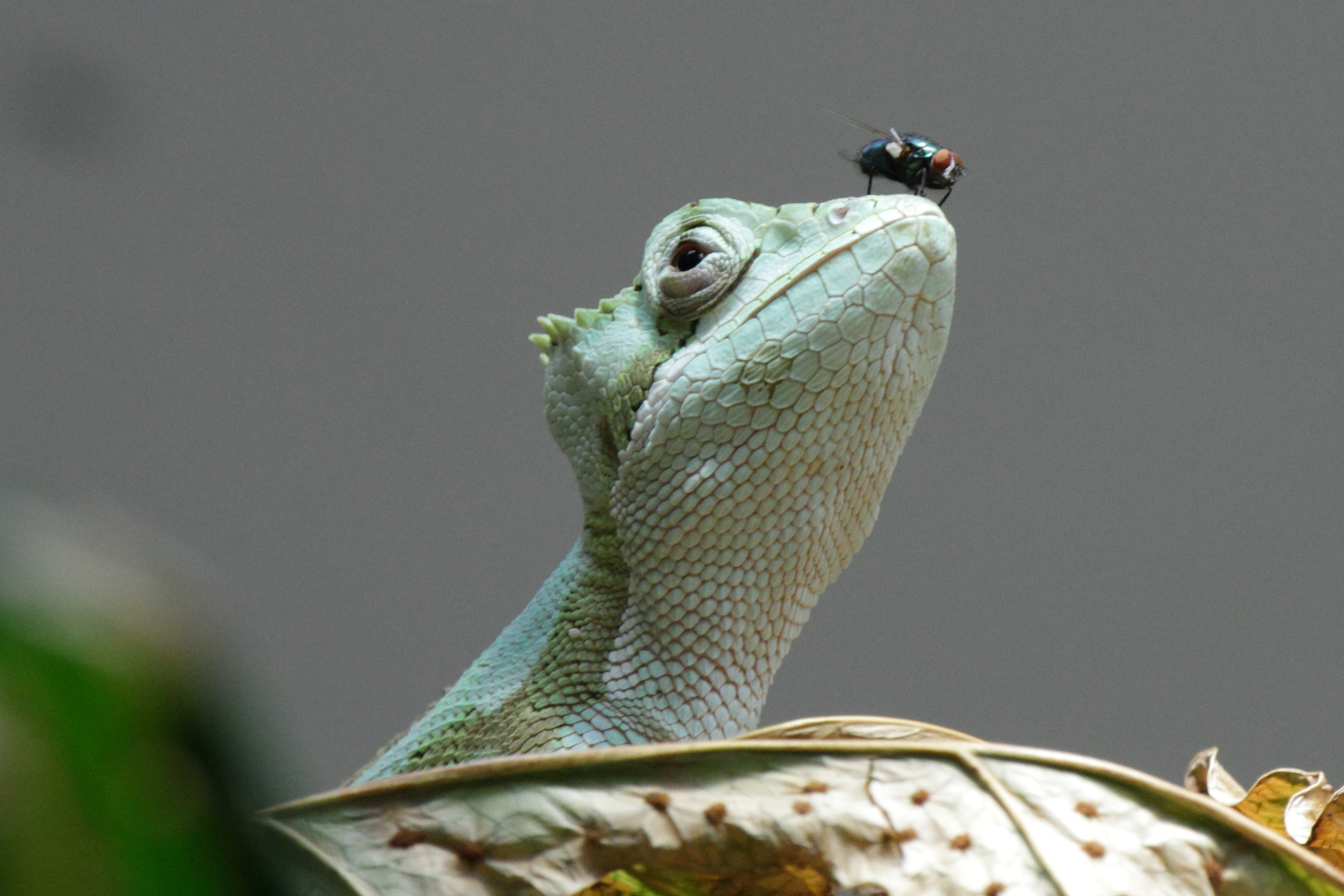
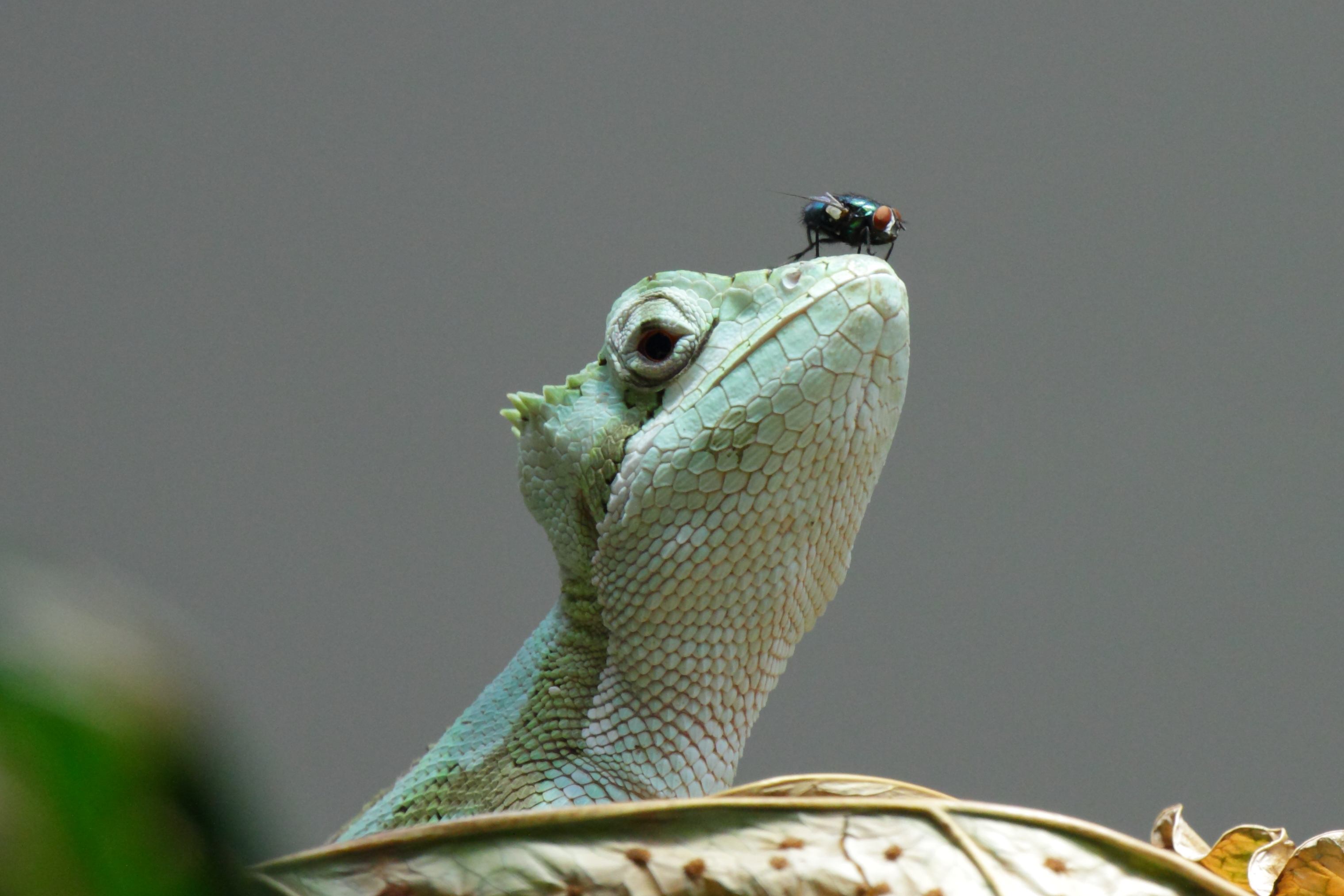